# Großeutersdorf

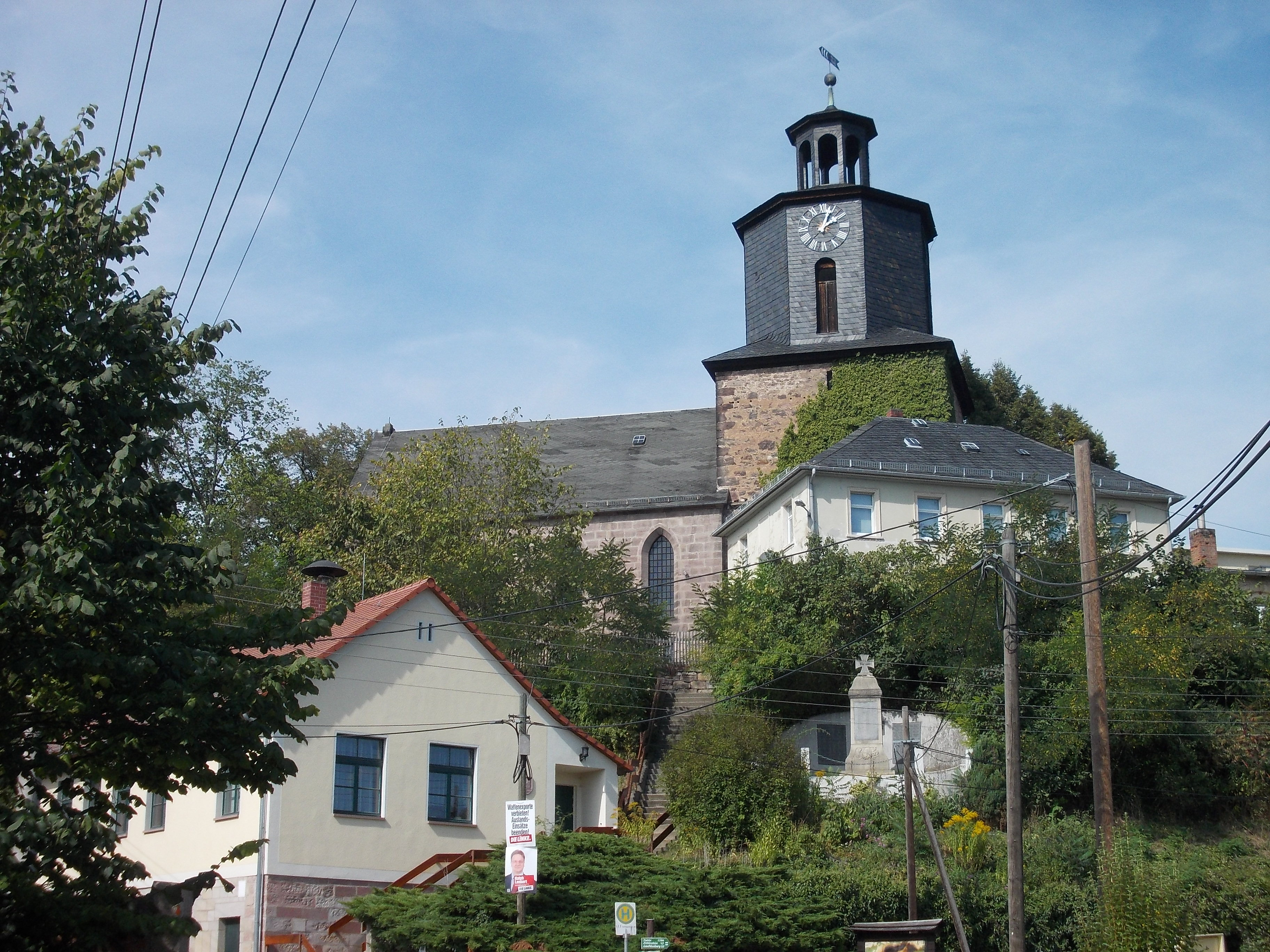
Dorfkirche St. Georg

Großeutersdorf ist eine Gemeinde im Südwesten des thüringischen Saale-Holzland-Kreises und Teil der Verwaltungsgemeinschaft Südliches Saaletal.

## Lage
Die Gemarkung des Dorfes Großeutersdorf befindet sich in der Saaleaue und am Hang des Walpersberges. Die Anhöhen beidseits der Saale sind meist bewaldet. Durch den Ort führt die stark befahrene Bundesstraße 88 mit Anschluss an die Bundesautobahn 4 bei Jena. Durch das Saaletal verläuft die Bahnstrecke Großheringen–Saalfeld.

## Geschichte
Großeutersdorf wird als Otherestorph erstmals im Protokoll der Ingelheimer Verhandlungen vom 18. Mai 876 urkundlich erwähnt.
Ein lange belegtes jüngerbronzezeitliches Brandgräberfeld vom Großeutersdorfer Kirchberg befindet sich am Fuß des Walpersberges. Ausgehend von einem Häuptlingsgrab sind über etwa 250 Jahre 8–10 Generationen hier bestattet worden. Der Bergname deutet auf ein christliches Nachfolgeheiligtum eines vorchristlichen Kultplatzes hin.
Großeutersdorf war 1684–1687 von Hexenverfolgung betroffen. Ein Mann und eine Frau gerieten in Hexenprozesse. Der Ausgang ist unbekannt, da die Akten vernichtet wurden.
Der Walpersberg wurde spätestens ab 1884 von der Kahlaer Porzellanindustrie zur Gewinnung von Rohstoffen ausgehöhlt. Dieses Höhlensystem wurde gegen Ende des Zweiten Weltkrieges von der nationalsozialistischen Rüstungsindustrie unter Einsatz von Fremd- und Zwangsarbeitern zur unterirdischen Flugzeugfabrik REIMAHG ausgebaut. Ruinen des Werkes finden sich bis heute oberhalb des Ortes.

## Wappen
Beschreibung: „In Blau eine silberne rotbedachte Kirche mit linksstehendem mit rotem Walmdach bedeckten Turm; der silberne Schildfuß ist mit einem roten Kreuz belegt.“

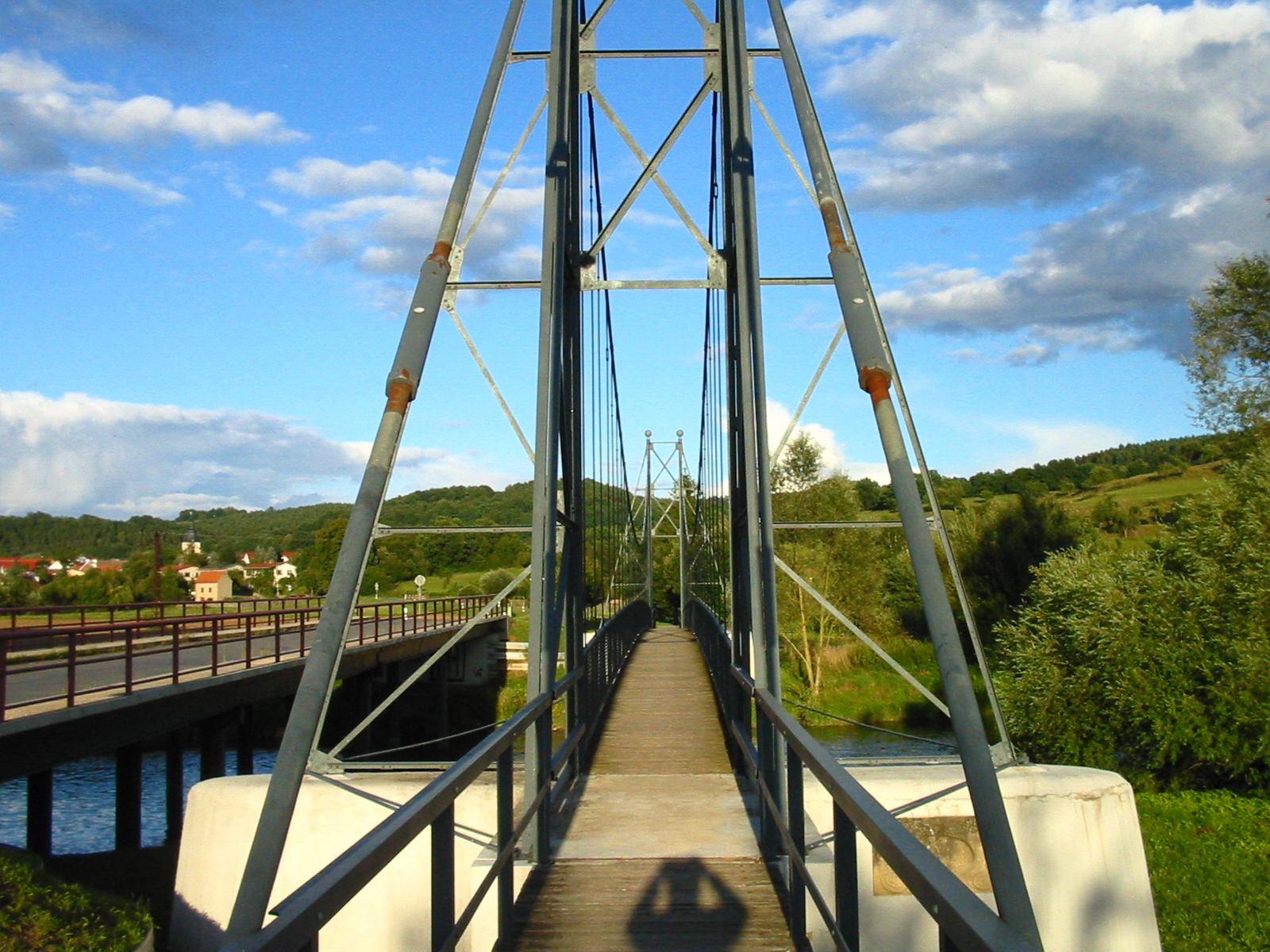
Hängebrücke zwischen Groß- und Kleineutersdorf, 2005

## Bedeutende Bauwerke
- Hängebrücke über die Saale (erbaut 1908, Architekt/Ingenieur: Paul Moser)
- Dorfkirche St. Georg
- Dokumentationszentrum zum Rüstungsstandort am Walpersberg
- Gedenktafel auf dem Fundament des Küchengebäudes des ehemaligen Lagers 2 der Flugzeugfabrik Reichsmarschall Hermann Göring GmbH (REIMAHG); sie erinnert an die 27 Zwangsarbeiter aus Polen, die im Großeutersdorfer Forst Richtung Dienstädt begraben wurden
- Ein 1974 gesetzter Gedenkstein im Forst Richtung Orlamünde erinnert an die umgekommenen Ostarbeiter des Lagers 3.[6]

## Verkehr
Großeutersdorf liegt an der Bahnstrecke Großheringen–Saalfeld. Die Züge passieren den Ort ohne Halt. Der nächste Bahnhof befindet sich in Orlamünde. Montags bis freitags wird Großeutersdorf jedoch vom Verkehrsunternehmen KomBus (Omnibuslinie 964 Pößneck–Jena) bedient.

## Sonstiges
In Großeutersdorf findet jährlich im Spätherbst (derzeit am Sonntag vor dem 11. November) der Gänsemarkt als traditionelles Volksfest statt. Dort wurde bis nach 2010 auch noch lebendes Geflügel verkauft, was aber wegen der Tierseuchen-Problematik in vielen Jahren untersagt war und heute nicht mehr lohnend erscheint.

  
Am Ortseingang aus Richtung Eichenberg sind beiderseits der Straße (Kreisstraße 172) massive Widerlager für eine ab 1944 geplante Eisenbahnbrücke erhalten, über die eine normalspurige Anschlussbahn von Orlamünde zum REIMAHG-Werk führen sollte. Diese Strecke wurde bis zum Ende des Zweiten Weltkrieges nicht mehr  fertiggestellt; die Widerlager erhielten nie einen Überbau.

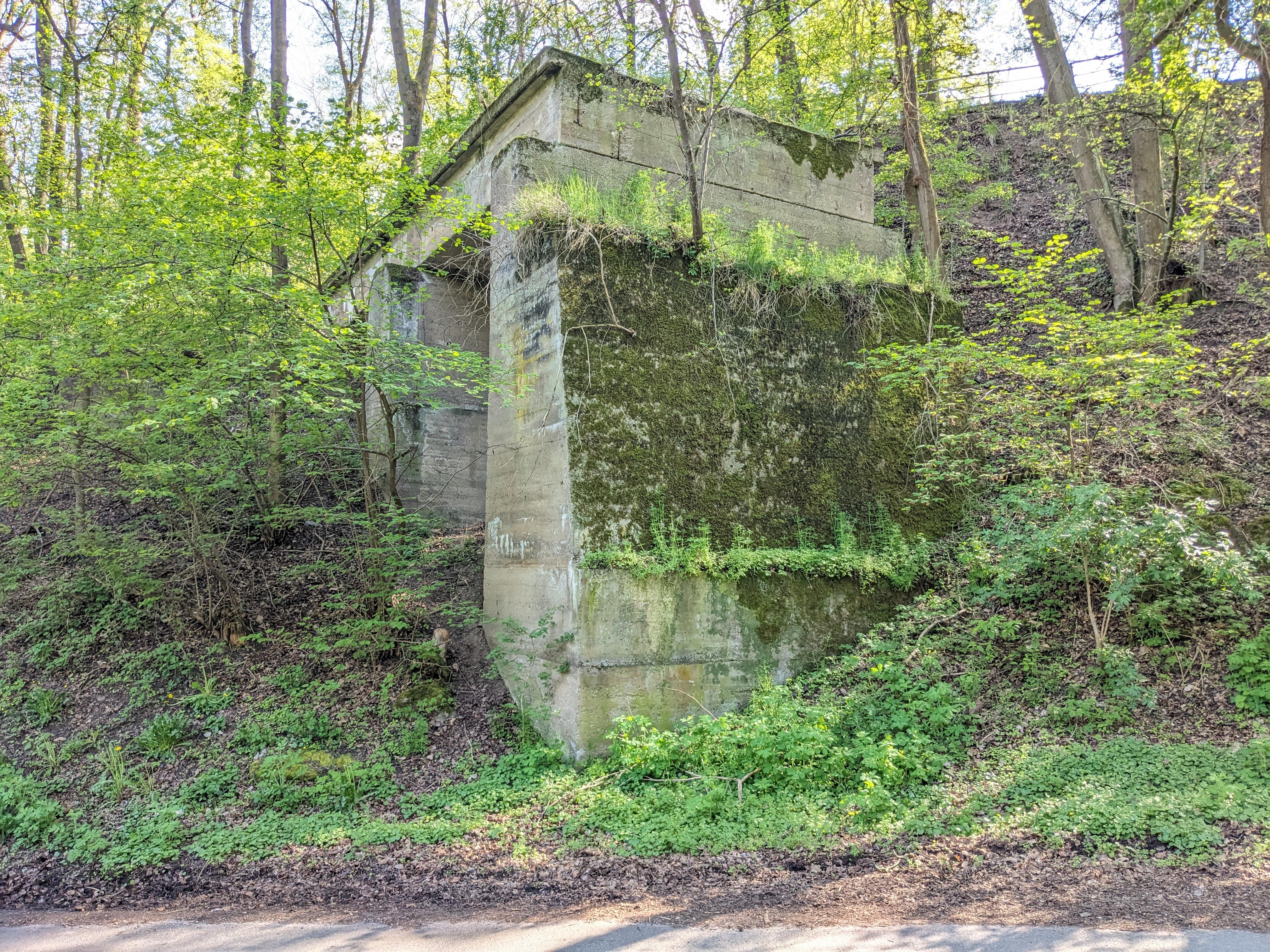
Rest der 1944 geplanten Dehnatal-Brücke, Zustand 2025